# Lienardia rigida
Lienardia rigida é uma espécie de gastrópode do gênero Lienardia, pertencente a família Clathurellidae.